# وایاجن پتز
وایاجن پتز (انگلیسی: ViaGen Pets) مستقر در سیدر پارک، تگزاس، یک بخش از ترنس‌اووا جندیکس است که خدمات شبیه‌سازی حیوانات را به صاحبان حیوانات خانگی ارائه می‌دهد. بخش وایاجن پتز در سال ۲۰۱۶ راه‌اندازی شد.
وایاجن پتز شبیه‌سازی و همچنین خدمات حفظ دی‌ان‌ای را ارائه می‌دهد که گاهی اوقات بانک سلول یا بانک بافت نامیده می‌شود.

## فناوری و ثبت اختراعات
زیرمجموعه وایاجن، استارت لایسنسینگ، دارای ثبت اختراع شبیه‌سازی است که از سال ۲۰۱۸ به تنها رقیب آنها مجوز داده شده‌است، که خدمات شبیه‌سازی حیوانات را نیز ارائه می‌دهد.
فرایند شبیه‌سازی که توسط وایاجن و رقیب آنها استفاده می‌شود، انتقال هسته سلول سوماتیک است، همان چیزی که برای شبیه‌سازی دالی استفاده شد.

## تاریخچه
وایاجن پتز در سال ۲۰۰۳ ارایه خدمات شبیه‌سازی را به صنعت دام و اسب شروع کرد، که بعداً در سال ۲۰۱۶ شامل شبیه‌سازی گربه‌ها و سگ‌ها نیز شد.